# Sucre FC
Sucre Fútbol Club ist ein ehemaliger kolumbianischer Fußballverein aus Sincelejo, Sucre, der ein Jahr in der Categoría Primera B spielte.

## Geschichte
Sucre FC war der Nachfolgeverein des Zweitligisten Pacífico FC aus Buenaventura. Der Präsident von Pacífico FC beantragte bei der DIMAYOR im Dezember 2011 den Umzug des Vereins nach Sincelejo und die Umbenennung in Sucre FC. Am 13. Dezember 2011 stimmte die DIMAYOR zu.
Sucre FC nahm nur an der Spielzeit Categoría Primera B 2012 teil und konnte in der Hinserie direkt den vierten Platz belegen und schaffte den Einzug in die Finalrunde. Der Verein verfehlte aber den Einzug in das Finale. In der Rückserie wurde nur noch der zehnte Platz erreicht.
Ende 2012 zog der Verein nach Montería um und wurde in Jaguares de Córdoba umbenannt, der seit der Spielzeit 2013 in der zweiten kolumbianischen Liga spielt.

## Stadion
Sucre FC absolvierte seine Heimspiele im Estadio Arturo Cumplido Sierra in Sincelejo. Das Stadion hat eine Kapazität von etwa 15.000 Plätzen.